# فریدون عموزاده خلیلی
فریدون عموزادهٔ خلیلی (زادهٔ بهمن ماه ۱۳۳۸ در سمنان) نویسنده، پژوهش‌گر، روزنامه‌نگار و فعال فرهنگی ایرانی است. او از چهره‌های مطرح هنر و روزنامه‌نگاری بعد از انقلاب به‌شمار می‌آید. او برای نگارش کتاب سفر به شهر سلیمان برگزیده هشتمین دوره کتاب سال ایران شد.
او در سال ۱۴۰۰ از سوی انجمن نویسندگان کودک و نوجوان به‌عنوان نامزد ایران برای جایزهٔ آسترید لیندگرن معرفی شد.

## زندگی‌نامه
عموزاده خلیلی تحصیلات خود را در زادگاه‌اش سمنان ادامه داد و در سال ۱۳۵۷ در رشته ریاضی فیزیک دیپلم گرفت. در همان سال در رشته ریاضی و علوم کامپیوتر در دانشگاه تهران پذیرفته شد و تا مقطع کارشناسی ارشد در این رشته ادامه تحصیل داد.
همزمان با سکونت در تهران و از دوران دانشجویی کار نویسندگی را آغاز کرد. او در سال ۱۳۶۰ به همراه دوستانش محسن مخملباف، حسن حسینی و قیصر امین‌پور در حوزه هنری شروع به کار کرد و بعدها بر سر اختلاف با تیم حجت‌الاسلام زم از آن اخراج شدند. نخستین کتاب عموزاده خلیلی در سال ۱۳۶۱ منتشر شد. او در فاصله سال‌های ۱۳۶۲ تا ۱۳۶۶ مسئولیت‌های مختلفی همچون دبیر شورای ادبیات، مسئول واحد قصه، مسئول واحد کودک و نوجوان، مسئول جُنگ سوره و… را در حوزه هنری به عهده داشت. او از پایه‌گذاران و دبیر شورای مدیریت دفتر هنر و ادب کودک و نوجوان در سال ۱۳۶۵ بود. عموزاده خلیلی سال ۱۳۶۷ ماهنامهٔ سروش نوجوان را به همراه قیصر امین‌پور و بیوک ملکی تأسیس کرد و تا ده سال عضو شورای سردبیری این مجله بود. او از اعضای مرکزی و مؤسسان روزنامهٔ همشهری بود و راه‌اندازی اولین روزنامه ویژهٔ نوجوانان در تاریخ مطبوعات ایران نام آفتابگردان از افتخارات عموزاده است. عموزاده بارها در جشنواره‌های مختلف کتاب، فیلم، نمایش، و مطبوعات عضو هیئت داوران بوده است و آثارش در جشنواره‌های متعدد داخلی و خارجی برگزیده شده‌اند.
عموزادهٔ خلیلی در دورهٔ اصلاحات در شورای سردبیری روزنامه‌های متعدد توقیف‌شدهٔ اصلاح‌طلبان مانند آفتاب امروز (به صاحب‌امتیازی و مدیرمسئولی خود وی)، صبح امروز، یاس نو، و نشاط ایفای نقش داشت.
او در دههٔ ۱۳۸۰ نمایندهٔ شورای فرهنگ عمومی در هیئت نظارت بر کتاب کودک و نوجوان بود.
او عضو هیئت مؤسس انجمن نویسندگان کودک و نوجوان بود و در دو دورهٔ نخست با رأی نویسندگان سه بار پیاپی به‌عنوان عضو هیئت مدیره انتخاب و در انتخابات داخلی به‌عنوان رئیس هیئت مدیره انتخاب شد. او همچنین مدتی کوتاه در مرکز بین‌المللی گفتگوی تمدن‌ها مسئول بخش جوانان و دبیر همایش بین‌المللی «بچه‌های زمین سلام» بود. اولین کتاب او در سال ۱۳۶۱ منتشر شد، و تا به امروز بیش از ۳۳ کتاب مستقل و تعدادی کار مشترک گردآوری‌شده منتشر کرده است که برای او ده‌ها جایزهٔ داخلی و خارجی، از جمله جایزهٔ کتاب برگزیده سال از سوی کتابخانهٔ مونیخ و جایزهٔ یونیسف، به ارمغان آورده است.
او در سال ۱۳۸۱ هفته‌نامهٔ چلچراغ را تأسیس کرد که به لحاظ زبانی، سبک‌شناسی، و محتوایی از نشریات پیشرو و پرتیراژ جوانان به‌شمار می‌آید.

## آثار داستانی

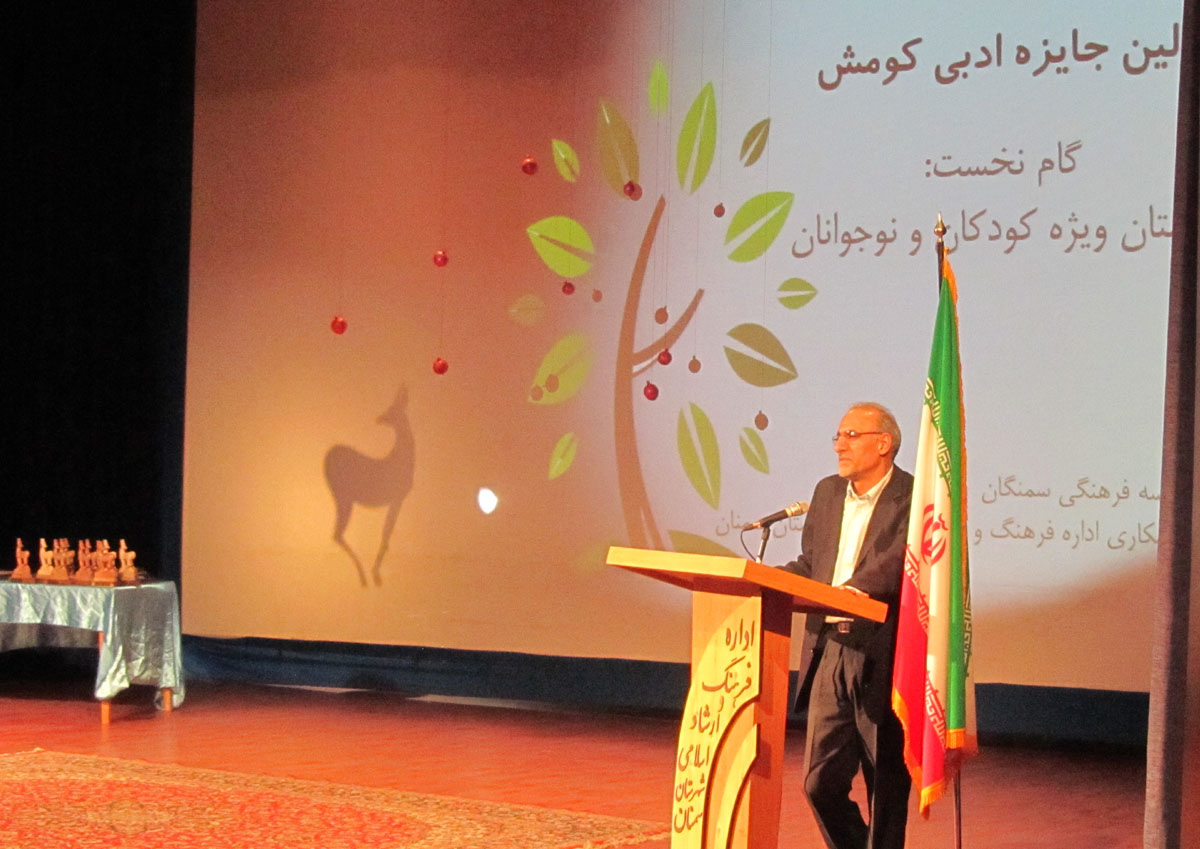
فریدون عموزادهٔ خلیلی در مراسم نخستین جایزهٔ ادبی کومش، سمنان، ۳۰ آبان ۱۳۹۲

1. فریاد کوهستان - نشر حوزه و اندیشه، ۱۳۶۱
2. سه ماه تعطیلی، سازمان تبلیغات اسلامی - حوزهٔ هنری، ۱۳۶۲
3. سفر چشمه کوچک، سازمان تبلیغات اسلامی - حوزهٔ هنری، ۱۳۶۳
4. روزهای امتحان، سازمان تبلیغات اسلامی - حوزهٔ هنری، ۱۳۶۳
5. هیزم، سازمان تبلیغات اسلامی - حوزهٔ هنری، ۱۳۶۳
6. شمشیر کهنه، سازمان تبلیغات اسلامی - حوزهٔ هنری، ۱۳۶۴
7. قصه‌های انقلاب ۲، سازمان تبلیغات اسلامی - حوزهٔ هنری، ۱۳۶۵
8. دوچرخه آقاجان، سازمان تبلیغات اسلامی - حوزهٔ هنری، ۱۳۶۶
9. سوره: بچه‌های مسجد (گردآوری)، سازمان تبلیغات اسلامی - حوزهٔ هنری، ۱۳۶۶
10. سفر به شهر سلیمان، امیرکبیر - شکوفه، ۱۳۶۸
11. داستان‌های کوتاه (۲ جلد) - سروش، ۱۳۶۹
12. آن سوی صنوبرها - سروش، ۱۳۷۰
13. آن شب که بی‌بی مهمان ما بود، ذکر - قاصدک، ۱۳۷۱
14. دو خرمای نارس، تهران قدیانی - کتاب‌های بنفشه، ۱۳۷۴
15. قصه‌های سینمایی بابام (کارِ گروهی سرویس ادب و هنر آفتابگردان) - کتاب‌های تابستانی آفتابگردان، ۱۳۷۵
16. خدای روزهای بارانی - تهران روزگار، ۱۳۷۸
17. مجموعهٔ ۴ جلدی کلاغ‌های بلوار ساعت - تهران افق، ۱۳۸۶
18. ژنرال پیسکولوسکی و پرفسو اسکولسکی - تهران افق، ۱۳۸۶
19. زرد مشکی، تهران - کانون پرورش فکری کودکان و نوجوانان، ۱۳۸۸
20. سفر چشمهٔ کوچک، مجموعه آثار - تکا، ۱۳۸۸
21. اژدهای بدجنسی که چشم‌هایش آستیگمات بود (نبود!) - علمی فرهنگی، ۱۳۹۷

## آثار نظری
1. قلمرو ادبیات کودک - مرکز نشر فرهنگی رجاء، ۱۳۶۶
2. کتاب کوچک داستان‌نویسی - کانون پرورش فکری کودکان و نوجوانان، ۱۳۹۴
3. فرهنگ توصیفی شخصیت‌های داستانی نوجوان (۲ جلد) - انتشارات آفتابگردان، ۱۳۸۱

## دیدگاه‌ها
عموزادهٔ خلیلی از جمله ۱۴۰ هنرمند ایرانی بود که با امضای طوماری در مورخ ۲۲ خرداد ۱۳۹۲، همراه با سایر اصلاح‌طلبان و اعتدالگرایان، ضمن قدردانی انصراف عارف به نفع روحانی، از نامزدی حسن روحانی در انتخابات ریاست جمهوری ۱۳۹۲ حمایت علنی کرد.